# Elecciones estatales de Quintana Roo de 1987
Las elecciones estatales de Quintana Roo de 1987 se llevaron a cabo el domingo 1 de marzo de 1987, y en ellas se eligieron los siguientes cargos de elección popular:
- Gobernador de Quintana Roo. Titular del Poder Ejecutivo del estado, electo para un periodo de seis años no reelegibles en ningún caso, el candidato electo fue Miguel Borge Martín.
- 7 Ayuntamientos. Compuestos por un Presidente Municipal, un síndico y regidores, electos para un periodo de tres años no reelegibles para el periodo inmediato.
- 15 Diputados al Congreso del Estado. 11 Electos por mayoría relativa en cada uno de los Distrito Electorales Locales y 4 Electos bajo el principio de Representación Proporcional.

## Resultados electorales

### Gobernador
|  | 0.02 % |

|  | 90.43 % |

|  | 1.36 % |

|  | 1.10 % |

|  | 1.38 % |

|  | 0.00 % |

|  | 5.72 % |

### Ayuntamientos
|                                              | Partido Acción Nacional                     | 0 |
|                                              | Partido Revolucionario Institucional        | 7 |
|                                              | Partido Popular Socialista                  | 0 |
|                                              | Partido Socialista Unificado de México      | 0 |
|                                              | Partido Socialista de los Trabajadores      | 0 |
|                                              | Partido Auténtico de la Revolución Mexicana | 0 |
| Fuente: Instituto Electoral de Quintana Roo. |                                             |   |

### Diputados
|                                              | Partido Acción Nacional                     | 0  |
|                                              | Partido Revolucionario Institucional        | 11 |
|                                              | Partido Popular Socialista                  | 0  |
|                                              | Partido Socialista Unificado de México      | 0  |
|                                              | Partido Socialista de los Trabajadores      | 0  |
|                                              | Partido Auténtico de la Revolución Mexicana | 0  |
| Fuente: Instituto Electoral de Quintana Roo. |                                             |    |